# Coryphantha unicornis
Coryphantha unicornis ist eine Pflanzenart in der Gattung Coryphantha aus der Familie der Kakteengewächse (Cactaceae). Das Artepitheton unicornis leitet sich von den lateinischen Worten uni für ‚ein‘ sowie -cornis für ‚gehörnt‘ ab und verweist auf den einzelnen Mitteldorn der Art.

## Beschreibung
Coryphantha unicornis wächst meist einzeln, bildet manchmal jedoch auch Gruppen und bildet dicke Wurzeln aus. Die kugelförmigen, leuchtend hell blaugrünen Triebe erreichen Durchmesser von 6 bis 8 Zentimeter. Die bis zu 15 Millimeter langen Warzen stehen nicht gedrängt beieinander, sind konisch geformt und zu ihrer Spitze hin gerundet. Ihre Axillen und die Areolen sind häufig mit roten Nektardrüsen besetzt. Der einzelne Mitteldorn ist gerade oder leicht gebogen, dunkel rötlichbraun und 1,8 bis 2 Zentimeter lang. Die sieben bis acht bräunlich grauen, bis zu 1,5 Zentimeter langen Randdornen sind gerade und an ihrer Spitze dunkler.
Die Blüten sind rosafarben. Die grünen, rötlich überhauchten Früchte weisen Längen von bis zu 2 Zentimeter auf.

## Verbreitung und Systematik
Coryphantha unicornis ist im mexikanischen Bundesstaat Coahuila auf Lehmboden verbreitet. 
Die Erstbeschreibung durch Friedrich Bödeker wurde 1928 veröffentlicht. Reto F. Dicht und Adrian D. Lüthy behandelten die Art 2001 als ein taxonomisches Synonym von Coryphantha clavata subsp. clavata.

## Nachweise